# Abacetus afer
Abacetus afer es una especie de escarabajo terrestre de la subfamilia Pterostichinae.  Fue descrito por Tschitscherine en 1899 y se encuentra en Burkina Faso y República Democrática del Congo, África. 